# 339 f.Kr.

## Händelser

### Efter plats

#### Grekland
- Filip II av Makedonien bestämmer sig för att anfalla skyterna. Som ursäkt använder han deras motvilja mot att han vill inviga en staty av Herakles vid floden Donaus mynning. De två arméerna möts på slätten vid nuvarande Dobruja. Skyternas nittioårige kung Ateas dödas i slaget och hans armé krossas.
- Under ett möte med det amfiktyoniska rådet anklagar Filip medborgarna i staden Amfissa i Lokris för att ha gjort intrång på helig mark. Den amfiktyoniska kongressen bestämmer sig därför, med stöd av Atens representant Aischines, att tillfoga lokrierna ett hårt straff. Efter att den första expeditionen mot lokrierna har misslyckats ger det amfiktyoniska sommarrådet befälet över förbundets styrkor åt Filip och ber honom att leda en andra expedition. Filip agerar genast och hans styrkor passerar genom Thermopyle, går in i Amfissa och besegrar lokrierna, som leds av den atenske generalen och legobefälhavaren Kares.
- Xenokrates väljs till ledaren för den grekiska Akademin, som Speusippos efterträdare.

#### Romerska republiken
- Den romerske konsuln Titus Manlius Imperiosus Torquatus besegrar latinarna i slaget vid Trifanum.

## Avlidna
- Speusippos, ledare för Platons akademi
- Ateas, kung över skyterna (född omkring 429 f.Kr.)